# Джерсітаун (Пенсільванія)
Джерсітаун (англ. Jerseytown) — переписна місцевість (CDP) в США, в окрузі Колумбія штату Пенсільванія. Населення — 175 осіб (2020).

## Географія
Джерсітаун розташований за координатами 41°5′21″ пн. ш. 76°34′49″ зх. д. / 41.08917° пн. ш. 76.58028° зх. д. (41.089035, -76.580154).  За даними Бюро перепису населення США в 2010 році переписна місцевість мала площу 1,88 км², з яких 1,88 км² — суходіл та 0,01 км² — водойми.

## Демографія
Згідно з переписом 2010 року, у переписній місцевості мешкали 184 особи в 69 домогосподарствах у складі 49 родин. Густота населення становила 98 осіб/км².  Було 73 помешкання (39/км²).
Расовий склад населення:
| - 97,8 % — білих - 1,1 % — корінних американців - 0,5 % — азіатів |

До двох чи більше рас належало 0,0 %. Частка іспаномовних становила 0,5 % від усіх жителів.
За віковим діапазоном населення розподілялося таким чином: 25,0 % — особи молодші 18 років, 58,7 % — особи у віці 18—64 років, 16,3 % — особи у віці 65 років та старші. Медіана віку мешканця становила 36,0 року. На 100 осіб жіночої статі у переписній місцевості припадало 78,6 чоловіків;  на 100 жінок у віці від 18 років та старших — 72,5 чоловіків також старших 18 років.
Середній дохід на одне домашнє господарство  становив 59 530 доларів США (медіана — 53 750), а середній дохід на одну сім'ю — 66 931 долар (медіана — 66 563). Медіана доходів становила 40 833 долари для чоловіків та 52 917 доларів для жінок. За межею бідності перебувало 2,3 % осіб, у тому числі 0,0 % дітей у віці до 18 років та 0,0 % осіб у віці 65 років та старших.
Цивільне працевлаштоване населення становило 70 осіб. Основні галузі зайнятості: освіта, охорона здоров'я та соціальна допомога — 41,4 %, будівництво — 14,3 %, роздрібна торгівля — 10,0 %, мистецтво, розваги та відпочинок — 5,7 %.